# 먹부전나비
먹부전나비(Tongeia fischeri)는 부전나비과의 한 종류이다. 한국에 살고 있는 가장 작은 나비로 이름은 날개 앞면이 먹물처럼 검은색을 띠었다고 해서 붙여졌다.